# 路易斯安那大学系统
路易斯安那大学系统是美国路易斯安那州的一个公立大学系统，学生总人数比该州其他三个公立大学系统都多。截至2023年 ，其所有机构共有超过91,500名学生。总部位于巴吞鲁日的克莱伯恩大厦。

## 成员院校
路易斯安那大学系统有九所成员机构
- 格兰布林州立大学主校区
- 路易斯安那理工大学主校区
- 麦克尼斯州立大学主校区
- 尼科尔斯州立大学主校区
- 西北州立大学主校区
- 东南路易斯安那大学主校区
- 路易斯安那大学拉斐特分校
- 路易斯安那大学门罗分校
- 新奥尔良大学主校区